# Flávia Viana
Flávia Regina Viana (São Paulo, 18 de janeiro de 1984) é uma atriz e apresentadora brasileira. Em 2007, após participar de pegadinhas na RedeTV! e ser bailarina na RecordTV, se tornou nacionalmente conhecida como participante do Big Brother Brasil 7. Formada em artes cênicas, estrela ou uma série de peças teatrais e atuou na televisão em Cinquentinha e Chiquititas. Em 2017, venceu a nona temporada de A Fazenda.

## Carreira
Flávia começou a carreira em 2004, aos 19 anos, como atriz de pegadinhas do Eu Vi na TV na RedeTV!. Em 2006, foi bailarina do programa O Melhor do Brasil, que na época era apresentado por Márcio Garcia na RecordTV. Em 2007, integrou a sétima temporada do reality show Big Brother Brasil, da Rede Globo. Foi eliminada na oitava semana, recebendo 77% dos votos do público após disputar um paredão com o participante Diego, que viria a ser o vencedor da edição. No mesmo ano, fez participações especiais nos humorísticos A Turma do Didi e Zorra Total. Em 2008 foi apresentadora do Portal de Voz do Big Brother Brasil 8 e do game show Esquenta, produzido pela Endemol para a RedeTV!. Em 2009 estreou no teatro a peça Trouble, na direção geral de Wolf Maya, e  integrou o seriado Cinquentinha, da Rede Globo. 
Em 2010 participou de um estudo sobre a obra de Nelson Rodrigues dirigido por Brian Penido Ross, e atuou como Geni em Toda Nudez Será Castigada e Tia Assembléia em Viúva, Porém Honesta no Teatro Nair Bello em São Paulo. Em 2011, integrou o elenco do musical O Grande Reciclador - O Musical. Na mesma época strelow Eh Com Vc, primeira série brasileira do Canal Oi. Em 2012 viveu a personagem Luiza no curta-metragem Amor, dirigido por Hudson Glauber. Neste ano se tornar um repórter do Tudo É Possível. Em 2014, integrou o elenco do remake da novela infantil Chiquititas, do SBT, como a professora das crianças. Nesse mesmo  foi uma das protagonistas do espetáculo musical Um Encanto de Natal: A História de Antônio - O Musical. Em 2015, fez a personagem Esposa de Pôncio Pilatos ao lado de Ricco Lima no espetáculo Paixão de Cristo: Um Homem Chamado Jesus, e um programa de entrevistas para a internet ao lado de Lizi Benites, o Para Garota.
Em 2016 participou do videoclipe  "Coração Apertado", de Samyra Show. Em 2017 integrou a nona edição do reality show A Fazenda, do qual foi escolhida campeã pelo público com 56,37% dos votos. Em 2018 se tornou apresentadora da live online de A Fazenda, entrevistando os eliminados de cada semana e, em 2019, realizou a mesma função no Power Couple Brasil.
Em junho de 2021, a RedeTV!, anuncia para ocupar o lugar de Julio Rocha e Ligia Mendes, a contratação do casal Marcelo Zangrandi ex-(Pânico na Band) e Flávia Viana ex-(Big Brother Brasil 7) para dar sequencia ao TV Fama. O casal se conheceu durante a partipação do reality show A Fazenda: Nova Chance  onde Flávia foi a campeã.

## Vida pessoal
Passou parte de sua infância em São Bernardo do Campo, São Paulo, ao lado de seus irmãos Regiane e Danilo e de seus pais Luzineide e Waldemir. Flávia é a filha do meio. Aos sete anos de idade, mudou-se com sua família para Três Pontas, Minas Gerais, onde viveu até seus doze anos. Desde pequena, sempre sonhou em trabalhar na televisão. Suas brincadeiras incluíam palco de shows, onde os convidados eram os pais e amiguinhos. Em maio de 2003, nasceu a sua primeira filha, Sabrina.
Flávia Viana casou-se com Fernando Bacalow (também conhecido como Fernando "Justin"), em 2007, na tradicional "Igreja Nossa Senhora do Brasil" em São Paulo. Teve a cobertura completa de toda a imprensa, logo após ambos terem saído da casa do Big Brother Brasil. Anunciaram a separação após 9 anos juntos, em fevereiro de 2016. Em uma entrevista, Flávia conta que o rompimento "não teve briga". Perceptivelmente abalada, falou pouco e se desculpou: "É um momento difícil... Quero ficar quietinha. Afinal foram nove anos, né? Posso dizer que foi em paz".
Em 2017 iniciou um relacionamento com o humorista Marcelo Zangrandi dentro do reality show A Fazenda, de quem ficou noiva e grávida de seu segundo filho em 2019, perdendo a criança em virtude de um aborto espontâneo. Depois de sofrer um segundo aborto, ela engravidou pela terceira vez e teve o seu segundo filho no dia 16 de setembro de 2020, de seu relacionamento com Marcelo, chamado Gabriel Viana Zangrandi.

## Filmografia

### Televisão
| Ano       | Título             | Cargo / Personagem       | Notas                    |
| --------- | ------------------ | ------------------------ | ------------------------ |
| 2004–05   | Eu Vi na TV        | Vários personagens       | Quadro: Pegadinhas       |
| 2006      | O Melhor do Brasil | Bailarina                |                          |
| 2007      | Big Brother Brasil | Participante (8º lugar)  | Temporada 7              |
| 2008      | Esquenta           | Apresentadora            |                          |
| 2009      | Cinquentinha       | Vânia Fernandes          |                          |
| 2011      | Eh Com Vc!         | Kelly Vasconcelos        |                          |
| 2012      | Tudo É Possível    | Repórter                 |                          |
| 2014      | (Des)Encontros     | Camila                   | Episódio "André e Júlia" |
| 2014–15   | Chiquititas        | Profª. Flávia            |                          |
| 2017      | A Fazenda          | Participante (Vencedora) | Temporada 9              |
| 2018      | A Fazenda          | Repórter                 | Temporada 10             |
| 2021–2022 | TV Fama            | Apresentadora            |                          |

### Internet
| Ano           | Título            | Cargo         |
| ------------- | ----------------- | ------------- |
| 2008          | Portal de Voz BBB | Apresentadora |
| 2018          | A Fazenda Live    | Apresentadora |
| 2019          | Power Couple Live | Apresentadora |
| 2024-presente | Missão PodDelas   | Apresentadora |

### Videoclipes
| Ano  | Título                        | Artista     |
| ---- | ----------------------------- | ----------- |
| 2016 | "Coração Apertado"            | Samyra Show |
| 2017 | "Casado, Namorando, Solteiro" | Tierry      |

## Teatro
| Ano  | Título                                     | Personagem       |
| ---- | ------------------------------------------ | ---------------- |
| 2010 | Toda Nudez Será Castigada                  | Geni             |
| 2010 | Viúva, Porém Honesta                       | Tia Assembléia   |
| 2011 | O Grande Reciclador: O Musical             | Bruxa Malucrécia |
| 2014 | Um Encanto de Natal: A História de Antônio | Zoé              |
| 2015 | A Paixão de Cristo                         | Cláudia Pilatos  |
| 2017 | Amor, Humor, o Resto É Bobagem             | Nicole           |